# Terminator notabilis
Terminator notabilis là một loài tò vò trong họ Ichneumonidae.